# Hanan Ahmed Fathi
Hanan Ahmed Fathi es una deportista egipcia que compitió en atletismo adaptado. Ganó cuatro medallas en los Juegos Paralímpicos de Arnhem 1980.

## Palmarés internacional
| Juegos Paralímpicos | Juegos Paralímpicos   | Juegos Paralímpicos | Juegos Paralímpicos |
| Año                 | Lugar                 | Medalla             | Prueba              |
| ------------------- | --------------------- | ------------------- | ------------------- |
| 1980                | Arnhem (Países Bajos) | Medalla de oro      | 60 m 1C             |
| 1980                | Arnhem (Países Bajos) | Medalla de oro      | Peso 1C             |
| 1980                | Arnhem (Países Bajos) | Medalla de plata    | Disco 1C            |
| 1980                | Arnhem (Países Bajos) | Medalla de plata    | Jabalina 1C         |